# Ingrid Åberg
Ingrid Kristina Åberg, född 17 augusti 1938 i Söderhamn, är en svensk historiker.
Åberg, som är dotter till kantor Eric Jonsson och hushållslärare Astrid Jonsson, blev filosofie magister i Uppsala 1961, filosofie doktor i historia där 1975 och sedermera docent vid Örebro universitet. Hon var gymnasie- och högstadielärare 1961–1975, forskarassistent vid Umeå universitet 1977–1984 och forskningsassistent vid Uppsala universitet från 1985. Hon har skrivit Förening och politik. Folkrörelsernas politiska aktivitet i Gävle under 1880-talet (doktorsavhandling, 1975) samt artiklar inom områdena folkrörelse- och kvinnohistoria.